# بشار بن برد

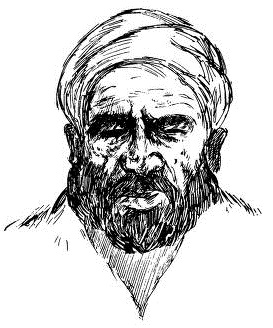
بشار بن برد

بَشّار پسر بُرد پسر یرجوخ تخارستانی (به عربی: بَشّار بن بُرد بن يرجوخ) (۹۵ - ۱۶۷ یا ۱۶۸ ق.؛ برابر با ۷۱۴ م. - ۷۸۴ م.) شاعر ایرانی دوره‌های امویان و عباسیان بود. وی، به زبان عربی شعر می‌سرود و در این کار درخشندگی بسیاری داشت و سرآمد هماوردان خویش در این زمینه همچون فرزدق بود. وی، نابینا مادرزاد بود.

## زندگی‌نامه
پدر بشار از تخارستان (واقع در خراسان بزرگ یا افغانستان امروزی) بود که به دست عربها به بند کشیده شده و به بصره آورده شده بود. بشار در نزدیکی همین شهر زاده شد. وی نابینا از مادر زاده شد. از کودکی به سرودن شعر به زبان عربی پرداخت و پس از چندی به شعوبیه پیوست. او همچنین، با خاندان برمکیان در پیوند بوده و خالد برمکی را ستوده بود.
کنیه‌ی بشار ابومُعاذ و لقبش مُرعّث به معنای گوشواره‌دار بود. او در بصره بزرگ شد و در زمان خلافت منصور دوانیقی به بغداد رفت و پله‌های پیشرفت را پیمود. وی به فرمان مهدی (خلیفه) عباسی، به علت هجوی که بشار درباره‌ی او گفته بود و به گناه زندیقی در برابر دیدگان مردم بصره، وی را آن قدر تازیانه زدند که بر اثر آن شکنجه، جان سپرد. برخی گزارش کرده‌اند که به فرمان خلیفه، وی را در آب خفه کرده‌اند.

## شعرهای بشار
شعرهای بشار بیشتر در قالب قصیده و غزل و با موضوعیت ستایش ایرانیان و نکوهش تازیان بوده‌است. دیوان کوچکی از اشعار او برجای مانده و نمونه‌های شعر شعوبیه او را می‌توان در کتاب‌های وفیات‌الاعیان ابن خلکان و الاغانی ابوالفرج اصفهانی جست.

ابوالفرج اصفهانی، دربارهٔ دیدگاه بشار درباب برتریتِ ایرانیان و خوار شمردن ِ عرب‌ها می‌آوَرَد که روزی عربی به بشر گفت :
ای بشار! تو ما را کوچک می‌کنی و موالی را با ما می‌شورانی که ترک ولاء ما گویند و به اصل و نسب ایرانی خود بازگردند، در حالی که تو خود نژادی پاک و اصلی معروف نداری.

بشار از این سخن عرب آشفته می‌شود و چنین پاسخ می‌دهد:
به خدا سوگند، نژاد من از زر ناب پاکتر و بهتر است و اصلم از کردار نیکان و پرهیزگاران پاکیزه‌تر است. روی زمین سگی نیست که آرزوی پیوستن به نژاد تو را داشته باشد.
همچنین، پاره‌ای از شعرهای او بر جستار برتری دادن آتش -عنصر مقدس زرتشتیان- بر خاک -عنصر اسطوره‌ای پدید آمدن آدمیان در نزد مسلمانان- بود. وی همچنین، شیطان را -که از آتش آفریده شده بود- از آدمی -که از خاک آفریده شده بود- برتر می‌دانست. چنین دیدگاه هایی البته برای او پیامدی نیز داشت، که فرجام او را به اعدام براثرِ جرمِ «کفر» کشاند.
غزل‌های بشار در روزگار عباسی میان زنان هوا خواهان بسیاری یافت. بسیاری از زنان به خانه او می‌رفتند تا اشعارش را یاد بگیرند. دین‌یارانِ زمان، بر این باور بودند که این غزل‌ها زنان را گمراه می‌کند. در نتیجه، مهدی عباسی او را از غزل گفتن بازداشت.

## سابقهٔ ادبی
وی که پیشرو شعرای محدثین برشمرده می‌شود، در تفاخر به نَسَب خود و تحقیر عرب و وصف جواری و کنیزکان و ایراد تشبیهات و استعارات دقیق و به کار بستن امثال و حکم مشهور است. اهمیت خاص او درآمیختن معانی متغزل با معانی مدحی و پی‌ریزی سبکی خاص در قصیده سرایی است که به زودی مقبول شاعران تازی ‌گوی گردید.

## وفات
او نیز مانند ابوسلمه خلال همدانی، ابومسلم خراسانی، فضل بن سهل و خاندان برمک قربانی سیاست فریبکارانه عباسیان شد و به سال ۲۱۶ ه‍.ق به اتهام زندقه (کفر) به ضرب تازیانه کشتند.